# San Miguel (Urdaneta)
Pour les articles homonymes, voir San Miguel.
San Miguel est l'une des quatre paroisses civiles de la municipalité d'Urdaneta dans l'État de Lara au Venezuela. Sa capitale est Aguada Grande.